# 捨ててこそ
捨ててこそ（すててこそ）は、空也による言葉で、空也を慕う一遍の教えの言葉。

## 概要
空也は念仏を唱える際の心構えを聞かれた際に、「捨ててこそ」とのみ答えた。これは、念仏を唱える際には心身ともに執着から離れて、全ての境界を捨てて阿弥陀如来に帰依することが大事であるということであった。
一遍の思想とは、捨ててこそであった。このために一遍は留まることなく諸国を歩き続けていたのであった。
捨ててこそとは一遍の法話でも用いられている言葉であり、一遍が本当に金言であるとしていた言葉であった。そこでは一遍は、念仏を行うものは知恵も愚痴も捨てて、善悪の境界も捨てて、貴賎の道理も捨てて、地獄を恐れる心も捨てて、一切のことを捨てて申す念仏こそが阿弥陀如来の本願であるとしていた。このようになったならば仏も無く我も無く、また念仏を行うことでのあれこれの道理も無い。そして善悪の境界というものはこの世に存在するものではなく、他の人に対して求めたり、他の人を厭うたりすることもない。そしてこの世に生きるいくつもの山河草木、風の音や波の音までも念仏ということになる。人間だけがこの世で抜きん出た存在ではなく、また一遍自身の言っていることが分かりにくいならば、その分かりにくさに任せて打ち捨てて、どういう意味だろうかとあてがうようなことはしないで本願に任せて念仏を行えば良い。念仏というのは安心して行おうとも、安心しないで行おうとも、念仏であるということは変わらない。阿弥陀如来の本願には、欠けることも無く多過ぎることも無い。念仏とはこれらのことのみを用心して行えば良い。ただ愚かな者の心に立ち返って念仏を行えば良いのであるということであった。